# Імматрикуляція

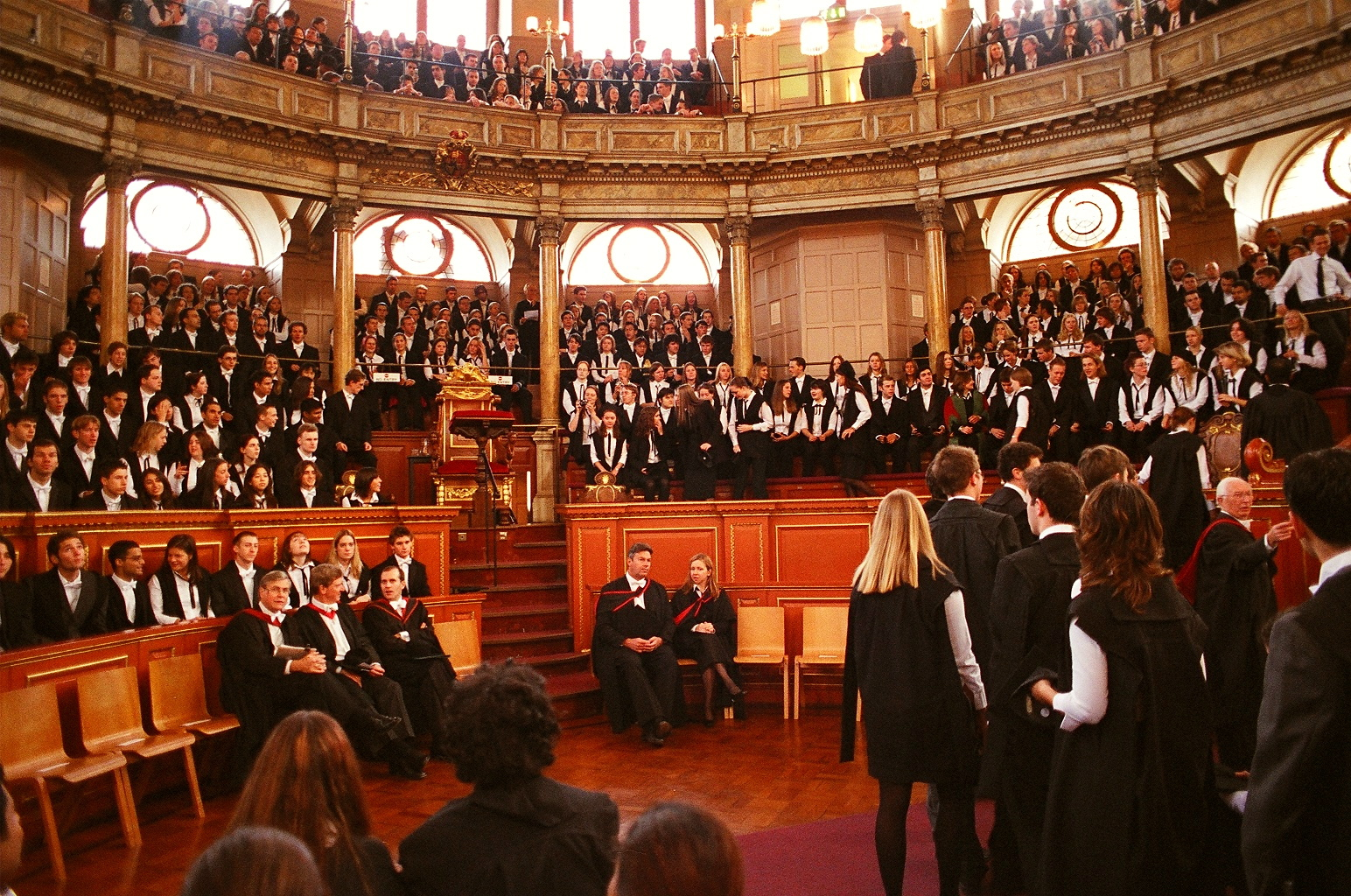
Імматрикуляція в Оксфордському університеті

Імматрикуляція (лат. Immatriculare — «внести у матрикул») — процес прийому до студентського братства, урочистий прийом нових студентів на перший рік навчання, посвячення в студенти..
Основою церемонії є складання обіцянки. Університетські обітниці, ймовірно, розвинулися з давніх часів, коли відігравали особливо важливу роль. У середні віки й до XVIII століття університети мали власну юрисдикцію (судову владу) і функціонували майже як держава в державі, академічна республіка зі своїми законами, правоохоронною та судовою владою. Після зарахування студент підпорядковувався цій юрисдикції. У зв'язку із записом до реєстру студентів також призначався прецептор — викладач університету, який мав направляти та підтримувати студента під час навчання. Якщо учень не досяг повноліття, наставник також брав на себе батьківську опіку. У наш час університетські церемонії та обітниці значно спростилися, а в багатьох країнах вони були повністю скасовані. В Україні ця традиція частково зберігається і, зокрема, діє у Львівському університеті